# Playa de Sabinillas

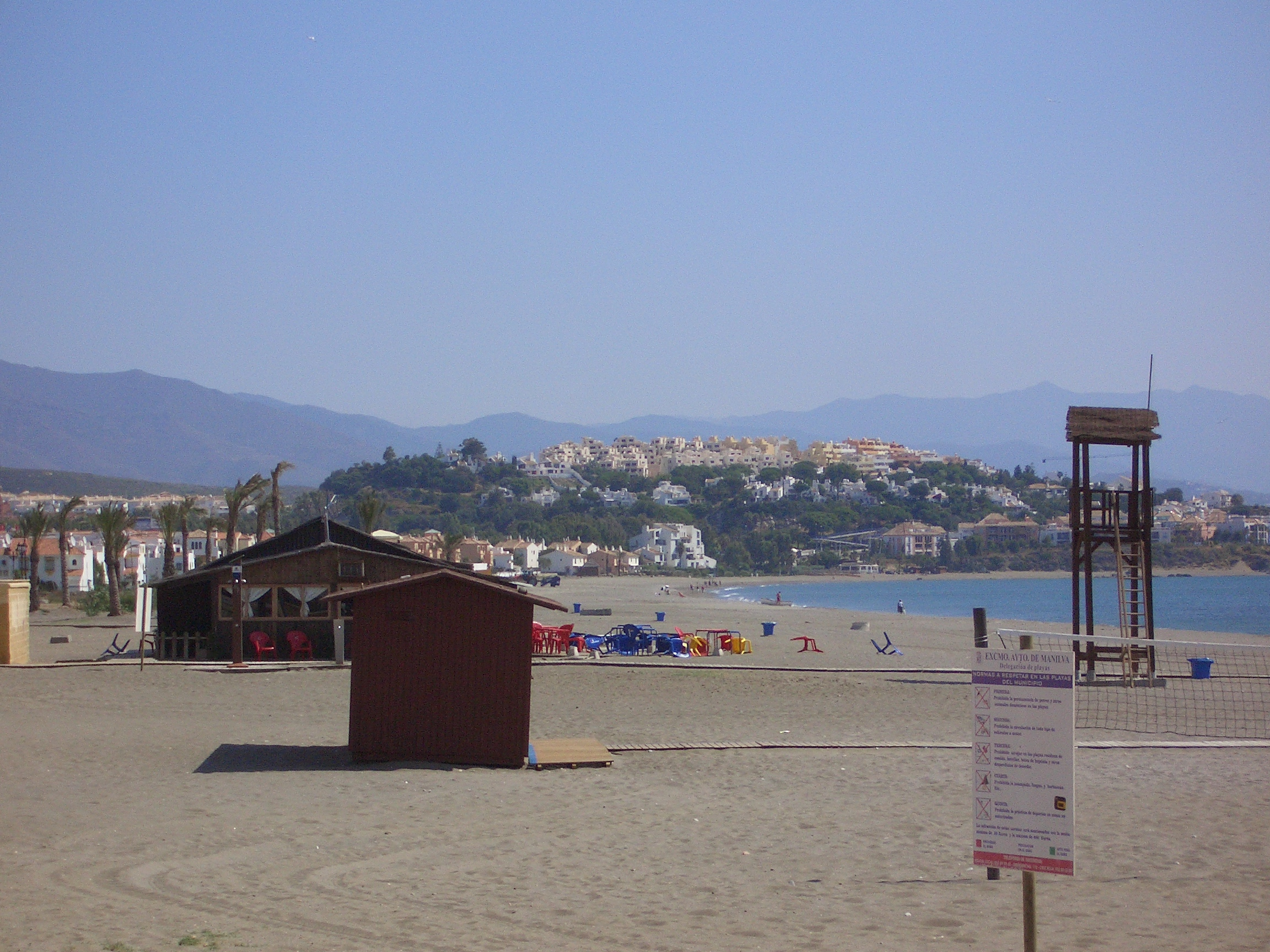
Playa de Sabinillas.

La Playa de Sabinillas es una playa de Manilva, en Andalucía, España. Se trata de una playa urbana de arena oscura situada en el núcleo de San Luis de Sabinillas, entre el Puerto de la Duquesa y el río Manilva. Tiene unos 1700 metros de longitud y unos 50 metros de anchura media. Es una playa muy frecuentada, accesible desde el paseo martítimo y con toda clase de servicios.